# Cladorhizidae
De Cladorhizidae vormen een familie binnen de onderorde der Mycalina van de sponzen. Deze familie was reeds lang beschreven door Arthur Dendy (1922), maar ze werd pas opgenomen in het taxonomisch systeem in 1928 door Émile Topsent.

## Kenmerken
De Cladorhizidae hebben een specifieke groeivorm: het lijkt op een vliegtuig, omdat er twee ovale aanhangsels te vinden zijn. Deze aanhangsel staan vast op de voet (de steel), die zich vasthecht aan rotsachtige bodems. De steel bezit echter geen conisch of cilindrisch lichaampje, dat bij andere families wel aanwezig is.

## Leefwijze
Een bekende eigenschap van deze familie is dat ze echte carnivoren zijn: ze eten gehele dieren op (krabben, garnalen, algen, plankton, zeesterren, ...). Ze vangen kleine schaaldieren met hun kiezelnaalden. Deze kiezelnaalden reageren net als klittenband : het exoskelet van de schaaldieren blijft kleven aan de spons. De naalden omgorden het hulpeloze diertje en verteren het extern.

## Geslachten
- Abyssocladia Lévi, 1964
- Abyssosdiskos Ekins, Erpenbeck, Goudie & Hooper, 2020
- Asbestopluma Topsent, 1901
- Axoniderma Ridley & Dendy, 1886
- Bathytentacular Ekins, Erpenbeck, Goudie & Hooper, 2020
- Cercicladia Rios, Kelly & Vacelet, 2011
- Chondrocladia Thomson, 1873
- Cladorhiza Sars, 1872
- Euchelipluma Topsent, 1909
- Koltunicladia Hestetun, Vacelet, Boury-Esnault, Borchiellini, Kelly, Rios, Cristobo & Rapp, 2016
- Lollipocladia Vacelet, 2008
- Lycopodina Lundbeck, 1905
- Nullarbora Ekins, Erpenbeck, Goudie & Hooper, 2020

### Synoniemen
- Cladorrhiza => Cladorhiza Sars, 1872
- Cometella Schmidt, 1870 => Asbestopluma Topsent, 1901
- Cotylina Lundbeck, 1905 => Asbestopluma Topsent, 1901
- Crinorhiza Schmidt, 1880 => Chondrocladia Thomson, 1873
- Exaxinata Laubenfels, 1936 => Cladorhiza Sars, 1872
- Helophloeina Topsent, 1929 => Asbestopluma (Helophloeina) Topsent, 1929
- Meliiderma Ridley & Dendy, 1887 => Chondrocladia Thomson, 1873
- Neocladia Koltun, 1970 => Koltunicladia Hestetun, Vacelet, Boury-Esnault, Borchiellini, Kelly, Rios, Cristobo & Rapp, 2016
- Raoa Laubenfels, 1936 => Cladorhiza Sars, 1872
- Trochoderma Ridley & Dendy, 1886 => Cladorhiza Sars, 1872